# Stella gemella
Stella gemella è una canzone interpretata da Eros Ramazzotti e scritta insieme a Adelio Cogliati, Vladimiro Tosetto e Mario Lavezzi nel febbraio 1996. 
È il secondo singolo estratto dall'album Dove c'è musica, che aveva venduto oltre 7 milioni di copie. 
I versi "Dove sarai anima mia senza di te mi butto via dove sarai anima bella stella gemella dove sarai" saranno utilizzati nel ritornello del brano Anima gemella, cover creata in chiave rap dai Gemelli DiVersi ed inserita nell'album del gruppo 4x4 del 2000.
Nel 2006 Stella gemella viene ripresa anche da Laura Pausini ed inserita nell'album italiano Io canto e nell'album versione spagnola Yo canto con il nome di Estrella gemela.

## Tracce
1. Stella gemella – 4:38
2. La cosa màs bella – 4:24
3. L'uragano Meri – 4:46
4. Dove c'è Musica – 4:44

## Formazione
- Eros Ramazzotti - voce
- Nathan East - basso
- Vinnie Colaiuta - batteria
- Michael Landau - chitarra
- Celso Valli - tastiere
- Alex Brown - cori
- Jim Gilstrap - cori
- Phil Ingram - cori
- Lynn Davis - cori